# Puiseaux
Pour l’article homonyme, voir Puiseaux (rivière).
Puiseaux est une commune française située dans le département du Loiret, en région Centre-Val de Loire.

## Géographie

### Localisation

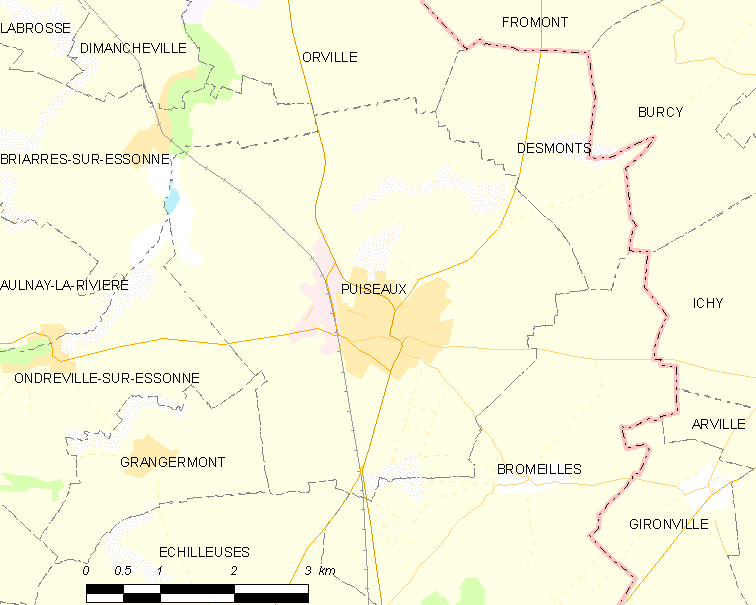
Carte de la commune de Puiseaux et des communes limitrophes.

La commune de Puiseaux se trouve dans le quadrant nord du département du Loiret, dans la région agricole du Gâtinais riche et l'aire urbaine de Paris. À vol d'oiseau, elle se situe à 53,7 km  d'Orléans, préfecture du département et à 16,4 km de Pithiviers, sous-préfecture.
Les communes les plus proches sont : Bromeilles (2,6 km), Desmonts (3,1 km), Grangermont (3,9 km), Briarres-sur-Essonne (4,3 km), Gironville (4,6 km, en Seine-et-Marne), Dimancheville (4,7 km), Ondreville-sur-Essonne (4,8 km), Échilleuses (4,9 km), Orville (5 km) et Burcy (5,3 km).
| Briarres-sur-Essonne   | Orville     | Desmonts   |
| Ondreville-sur-Essonne | Puiseaux    |            |
| Grangermont            | Échilleuses | Bromeilles |

### Géologie et relief

#### Géologie
La commune se situe dans le sud du Bassin parisien, le plus grand des trois bassins sédimentaires français. Cette vaste dépression, occupée dans le passé par des mers peu profondes et des lacs, a été comblée, au fur et à mesure que son socle s’affaissait, par des sables et des argiles, issus de l’érosion des reliefs alentours, ainsi que des calcaires d’origine biologique, formant ainsi une succession de couches géologiques.
Les couches affleurantes sur le territoire communal sont constituées de formations superficielles du Quaternaire et de roches sédimentaires datant du Cénozoïque, l'ère géologique la plus récente sur l'échelle des temps géologiques, débutant il y a 66 millions d'années. La formation la plus ancienne est du calcaire d'Étampes remontant à l’époque Oligocène de la période Paléogène. La formation la plus récente est des alluvions récentes des lits mineurs remontant à l’époque Holocène de la période Quaternaire. Le descriptif de ces couches est détaillé dans  la feuille « n°328 - Pithiviers » de la carte géologique au 1/50 000ème du département du Loiret, et sa notice associée.

Carte géologique de la commune.

|  | Fz : | alluvions récentes des lits mineurs, Holocène |

|  | qCM : | colluvions marneuses de versant, Quaternaires |
|  | qOE : | Limons et Loess, Quaternaire                  |

|  | m1CPi : | calcaire de Pithiviers, Aquitanien |
|  | m1MGa : | molasse du Gâtinais, Aquitanien    |

|  | g1CEt : | calcaire d'Étampes, Stampien supérieur |

#### Relief
La superficie cadastrale de la commune publiée par l’Insee, qui sert de références dans toutes les statistiques, est de 20,32 km2,. La superficie géographique, issue de la BD Topo, composante du Référentiel à grande échelle produit par l'IGN, est quant à elle de 20,29 km2. L'altitude du territoire varie entre 82 m et 141 m.

### Hydrographie
La rivière l'Essonne marque la limite ouest de la commune et traverse la commune de Puiseaux sur 200 mètres sur le hameau Du Pont.
À noter que la rivière le Puiseaux du département du Loiret se jetant dans le Loing à Montargis n'a pas de lien connu avec la ville de Puiseaux.

### Lieux-dits et écarts
Le Grand Bardilly, le Petit Bardilly, et le Pont (à proximité du pont de Briarres-sur-Essonne).

### Voies de communication et transports

#### Réseau routier
Le territoire de la commune est traversé par les routes départementales 26, 27, 28, 36, 112 et 948.

#### Transports en commun
La gare de Puiseaux était une station pour voyageurs concernant la ligne de Villeneuve-Saint-Georges à Montargis.
L'emplacement est depuis cela très occasionnellement utilisé pour le fret.
Actuellement, le réseau d'autocars Rémi dessert la commune de Puiseaux :
- ligne 14 (Malesherbes - Montargis) ;
- ligne 23 (Pithiviers - Puiseaux - Bromeilles).

### Climat
Pour des articles plus généraux, voir Climat du Centre-Val de Loire et Climat du Loiret.
En 2010, le climat de la commune est de type climat océanique dégradé des plaines du Centre et du Nord, selon une étude du CNRS s'appuyant sur une série de données couvrant la période 1971-2000. En 2020, Météo-France publie une typologie des climats de la France métropolitaine dans laquelle la commune est exposée à un climat océanique altéré et est dans la région climatique Sud-ouest du bassin Parisien, caractérisée par une faible pluviométrie, notamment au printemps (120 à 150 mm) et un hiver froid (3,5 °C).
Pour la période 1971-2000, la température annuelle moyenne est de 10,9 °C, avec une amplitude thermique annuelle de 15,7 °C. Le cumul annuel moyen de précipitations est de 658 mm, avec 10,9 jours de précipitations en janvier et 7,5 jours en juillet. Pour la période 1991-2020, la température moyenne annuelle observée sur la station météorologique de Météo-France la plus proche, sur la commune de Boigneville à 16 km à vol d'oiseau, est de 11,5 °C et le cumul annuel moyen de précipitations est de 615,6 mm,. Pour l'avenir, les paramètres climatiques de la commune estimés pour 2050 selon différents scénarios d'émission de gaz à effet de serre sont consultables sur un site dédié publié par Météo-France en novembre 2022.

### Milieux naturels et biodiversité

#### Zones nationales d'intérêt écologique, faunistique et floristique
L'inventaire des zones naturelles d'intérêt écologique, faunistique et floristique (ZNIEFF) a pour objectif de réaliser une couverture des zones les plus intéressantes sur le plan écologique, essentiellement dans la perspective d’améliorer la connaissance du patrimoine naturel national et de fournir aux différents décideurs un outil d’aide à la prise en compte de l’environnement dans l’aménagement du territoire. Le territoire communal de Puiseaux ne comprend pas de ZNIEFF.

#### Zone Natura 2000
La commune de Puiseaux est intégrée depuis 2004 au réseau Natura 2000. Le site « Vallée de l'Essonne et vallons voisins », qui concerne 19 communes du Loiret, est en effet déclaré site d'importance communautaire (SIC) au titre de la directive directive habitats (92/43/CEE) le 7 décembre 2004 puis zone spéciale de conservation (ZSC) le 29 novembre 2011,.
Le site, très éclaté, se compose d’une multitude d’îlots plus ou moins isolés, qui se répartissent sur une  surface de plus de 60 000 hectares, entre la vallée de la Juine à l’ouest et la vallée de l’Essonne à  l’est, dans la petite région naturelle du Pithiverais. Le site lui-même ne couvre qu’une surface de 969 hectares. Il s’agit d’un ensemble formé par les coteaux et les vallées qui constituent l’entité la plus étendue et la plus remarquable du Loiret au titre de la flore calcicole. On recense plusieurs espèces végétales en limite de leur aire de répartition (cardoncelle douce, baguenaudier). Les fonds de vallée de la ZSC renferment plusieurs vastes mégaphorbiaies et stations marécageuses. Outre les espèces thermophiles des pelouses, sont intégrées au site des espèces est-européennes également en limite d’aire de répartition comme l’inule hérissée et les pétasites. De manière complémentaire dans l’intérêt floristique, un très important cortège mycologiques, lichenique et entomologique a été identifié.
Selon le FSD (Formulaire Standard des Données), le site Natura 2000 est occupé par une diversité d’habitats inscrits a l’annexe 1, dont on retiendra tout particulièrement les pelouses sèches seminaturelles  et faciès d’embroussaillement sur calcaire. La présence de populations d'espèces d'insectes inscrites à l’annexe II de la directive 92/43/CEE comme le lucane cerf-volant (Lucanus cervus) ou l'écaille chinée (Euplagia quadripunctaria) et de poissons comme le chabot commun (Cottus gobio), la bouvière (Rhodeus amarus ) ou la lamproie de Planer (Lampetra planeri) caractérisent le site.
Le secteur de Puiseaux comprend plusieurs noyaux du site Natura 2000 situés dans la vallée de l'Essonne où sont présents des éléments de forêt à aulne glutineux et frêne,.

## Toponymie
Puiseaux signifie le « petit puits ».

## Histoire[23]

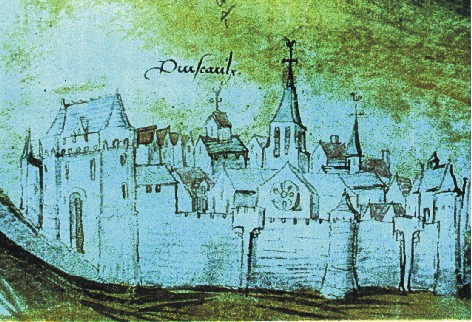
Puiseaux en 1497.

Les vestiges[Lesquels ?] néolithiques prouvent que le territoire de la commune fut très tôt occupé par l'homme.
Vers l'an 1000, Puiseaux dépendait des seigneurs du Gâtinais, et fut rattaché à la couronne de France en 1062. En 1112, Louis VI le Gros y fonde une abbaye en l'honneur de la Vierge Marie, un an plus tard, il donne la ville et ses habitants à l'abbaye Saint-Victor de Paris. Il n'existe pas de traces datant de cette fondation, l'église actuelle a été construite de 1200 à 1260. Un fort fut construit à cette époque pour protéger les moines des guerres féodales. Vers 1370, Loys de Marval, seigneur du château, prit possession du fort de Puiseaux, mais le roi intervint et les moines rentrèrent dans leurs droits.
Durant la guerre de Cent Ans, la ville fut protégée par ses remparts, contrairement aux campagnes environnantes qui furent saccagées. En 1493, la ville s'étant étendue hors les murs, le prieur André de Rély (frère du confesseur du roi Charles VIII), obtint du roi l'autorisation de construire une deuxième enceinte beaucoup plus étendue. On utilisa pour ce faire les pierres des premières fortifications qui disparurent complètement à l'exception d'un soubassement de tour que l'on peut voir dans les jardins de la mairie. Durant la même période de grands travaux, on construisit aussi la halle. Le 23 juin 1502, les frères Hutin de Châtillon assassinèrent le prieur André de Rély, ce qui leur valut d'être bannis à perpétuité.
Les murailles de la ville la protégèrent durant les guerres de Religion : Condé[Lequel ?], les protestants, des mercenaires allemands, tous renoncèrent à l'attaquer, au vu de la solidité de ses murailles.
Entre le 29 janvier et le 8 février 1939, plus de 2 800 réfugiés espagnols fuyant l'effondrement de la république espagnole devant les troupes de Franco, arrivent dans le Loiret. Devant l'insuffisance des structures d'accueil d’Orléans, 46 centres d’accueil ruraux sont ouverts, dont un à Puiseaux. Les réfugiés, essentiellement des femmes et des enfants (les hommes sont désarmés et retenus dans le Sud de la France), sont soumis à une quarantaine stricte, vaccinés, le courrier est limité, et le ravitaillement, s'il est peu varié et cuisiné à la française, est cependant assuré. Une partie des réfugiés rentrent en Espagne, incités par le gouvernement français qui facilite les conditions du retour, ceux préférant rester sont regroupés au camp de la verrerie des Aydes, à Fleury-les-Aubrais.
Pendant la Seconde Guerre mondiale, Puiseaux fut occupée, mais il n'y eut ni combat, ni bombardement. Le 10 août 1944, quatorze notables de la ville furent pris en otages et déportés aux camps de concentration de Buchenwald, Dora et Ellrich ; seules trois personnes en revinrent.

## Urbanisme

### Typologie
Au 1er janvier 2024, Puiseaux est catégorisée bourg rural, selon la nouvelle grille communale de densité à sept niveaux définie par l'Insee en 2022.
Elle appartient à l'unité urbaine de Puiseaux, une unité urbaine monocommunale constituant une ville isolée,. Par ailleurs la commune fait partie de l'aire d'attraction de Paris, dont elle est une commune de la couronne,.

### Occupation des sols
L'occupation des sols de la commune, telle qu'elle ressort de la base de données européenne d’occupation biophysique des sols Corine Land Cover (CLC), est marquée par l'importance des territoires agricoles (88,3 % en 2018), en diminution par rapport à 1990 (89,3 %). La répartition détaillée en 2018 est la suivante : 
terres arables (82,3 %), zones urbanisées (8,4 %), zones agricoles hétérogènes (4,7 %), zones industrielles ou commerciales et réseaux de communication (3,3 %), prairies (1,3 %), forêts (0,1 %).
L'évolution de l’occupation des sols de la commune et de ses infrastructures peut être observée sur les différentes représentations cartographiques du territoire : la carte de Cassini (XVIIIe siècle), la carte d'état-major (1820-1866) et les cartes ou photos aériennes de l'IGN pour la période actuelle (1950 à aujourd'hui).

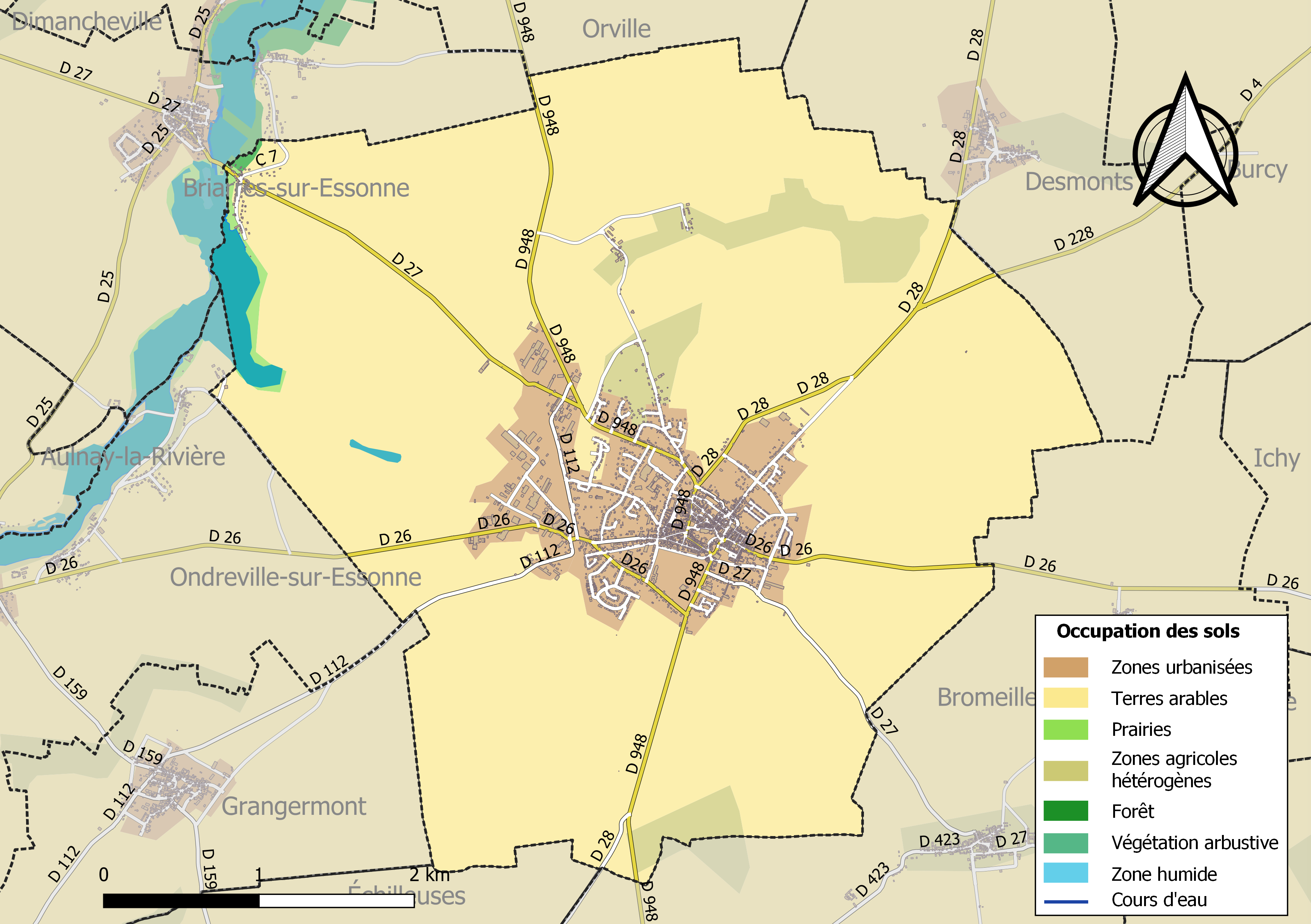
Carte des infrastructures et de l'occupation des sols de la commune en 2018 (CLC).
Carte orthophotographique de la commune en 2016.

### Risques naturels et technologiques
La commune de Puiseaux est vulnérable à différents aléas naturels : inondations (par débordement de l'Essonne), climatiques (hiver exceptionnel ou canicule), mouvements de terrains ou sismique (sismicité très faible)
Elle est également exposée à un risque technologique : le risque industriel
.
Entre 1989 et 2019, six arrêtés ministériels ayant porté reconnaissance de catastrophe naturelle ont été pris pour le territoire de la commune : quatre  pour des inondations et coulées de boues et deux pour des mouvements de terrains.

#### Risques naturels
Certaines parties du territoire communal sont exposées aux crues de l'Essonne. Le risque d'inondation est pris en compte dans l'aménagement du territoire de la commune par le biais du Plan de prévention du risque inondation (PPRI) de la vallée de l'Essonne le 18 juin 2012 par arrêté inter-préfectoral.
Le territoire de la commune peut également être concerné par un risque d'effondrement de cavités souterraines non connues. Une cartographie départementale de l'inventaire des cavités souterraines et des désordres de surface a été réalisée. Il a été recensé sur la commune plusieurs effondrements de cavités.
Par ailleurs, le sol du territoire communal peut faire l'objet de mouvements de terrain liés à la sécheresse. Le phénomène de retrait-gonflement des argiles est la conséquence d'un changement d'humidité des sols argileux. Les argiles sont capables de fixer l'eau disponible mais aussi de la perdre en se rétractant en cas de sécheresse. Ce phénomène peut provoquer des dégâts très importants sur les constructions (fissures, déformations des ouvertures) pouvant rendre inhabitables certains locaux. Celui-ci a particulièrement affecté le Loiret après la canicule de l'été 2003. Une grande partie du territoire de la commune est soumis à un aléa « moyen » face à ce risque, selon l'échelle définie par le Bureau de recherches géologiques et minières (BRGM).
Depuis le 22 octobre 2010, la France dispose d’un nouveau zonage sismique divisant le territoire national en cinq zones de sismicité croissante. La commune, à l’instar de l’ensemble du département, est concernée par un risque très faible.

#### Risques technologiques
Dans le domaine des risques technologiques, la commune est concernée par des dépôts d'engrais de la société « Coopérative agricole de Puiseaux » classés « site SEVESO seuil bas » et soumis à autorisation,.

## Politique et administration

### Découpage territorial

#### Bloc communal: commune et intercommunalités
La paroisse de Puiseaux acquiert le statut de municipalité avec le  décret du 12 novembre 1789 de l'Assemblée Nationale puis celui de « commune », au sens de l'administration territoriale actuelle, par le décret de la Convention nationale du 10 brumaire an II (31 octobre 1793). Il faut toutefois attendre la loi du 5 avril 1884 sur l'organisation municipale pour qu'un régime juridique uniforme soit défini pour toutes les communes de France, point de départ de l’affirmation progressive des communes face au pouvoir central.
Aucun événement de restructuration majeure du territoire, de type suppression, cession ou réception de territoire, n'a affecté la commune depuis sa création.
La commune est membre de la Communauté de communes des Terres puiseautines depuis sa création le 25 novembre 2004 jusqu'en 2017, un établissement public de coopération intercommunale issu de la transformation en communauté de communes du S.I.Vo.M du secteur d'aménagement de Puiseaux, créé en novembre 1968. Depuis le 1er janvier 2017, la commune est membre de la Communauté de communes du Pithiverais-Gâtinais, issue de la fusion de la communauté de communes du Beaunois, de la communauté de communes des Terres puiseautines étendue à la commune nouvelle Le Malesherbois.

#### Circonscriptions de rattachement
La loi du 22 décembre 1789 divise le pays en 83 départements découpés chacun en six à neuf districts eux-mêmes découpés en cantons regroupant des communes. Les districts, tout comme les départements, sont le siège d’une administration d’État et constituent à ce titre des circonscriptions administratives. La commune de Puiseaux est alors incluse dans le canton de Puiseaux, le district de Pithiviers et le département du Loiret.
La recherche d'un équilibre entre la volonté d'organiser une administration dont les cadres permettent l'exécution et le contrôle des lois d'une part, et la volonté d'accorder une certaine autonomie aux collectivités de base (paroisses, bourgs, villes) d'autre part, s'étale de 1789 à 1838. Les découpages territoriaux évoluent ensuite au gré des réformes visant à décentraliser ou recentraliser l'action de l'État. La régionalisation fonctionnelle des services de l'État (1945-1971) aboutit à la création de régions. L'acte I de la décentralisation de 1982-1983 constitue une étape importante en donnant l'autonomie aux collectivités territoriales, régions, départements et communes. L'acte II intervient en 2003-2006, puis l'acte III en 2012-2015.
Le tableau suivant présente les rattachements, au niveau infra-départemental, de la commune de Puiseaux aux différentes circonscriptions administratives et électorales ainsi que l'historique de l'évolution de leurs territoires.
| Circonscription             | Nom                | Période   | Type                         | Évolution du découpage territorial |
| --------------------------- | ------------------ | --------- | ---------------------------- | --- |
| District                    | Pithiviers         | 1790-1795 | Administrative               | La commune est rattachée au district de Pithiviers de 1790 à 1795,. La Constitution du 5 fructidor an III, appliquée à partir de vendémiaire an IV (1795) supprime les districts, rouages administratifs liés à la Terreur, mais maintient les cantons qui acquièrent dès lors plus d'importance. |
| Canton                      | Puiseaux           | 1790-1801 | Administrative et électorale | Le 10 février 1790, la municipalité de Puiseaux est rattachée au canton de Puiseaux. Les cantons acquièrent une fonction administrative avec la disparition des districts en 1795. |
| Canton                      | Puiseaux           | 1801-2015 | Administrative et électorale | Sous le Consulat, un redécoupage territorial visant à réduire le nombre de justices de paix ramène le nombre de cantons dans le Loiret de 59 à 31. Puiseaux est alors rattachée par arrêté du 9 vendémiaire an X (30 septembre 1801) au canton de Puiseaux,. |
| Canton                      | Malesherbes        | 2015-     | Électorale                   | La loi du 17 mai 2013 et ses décrets d'application publiés en février et mars 2014 introduisent un nouveau découpage territorial pour les élections départementales. La commune est alors rattachée au nouveau canton de Malesherbes. Depuis cette réforme, plus aucun service de l'État n'exerce sa compétence sur un territoire s'appuyant sur le nouveau découpage cantonal. Le canton a disparu en tant que circonscription administrative de l'État ; il est désormais uniquement une circonscription électorale dédiée à l'élection d'un binôme de conseillers départementaux siégeant au conseil départemental. |
| Arrondissement              | Pithiviers         | 1801-1926 | Administrative               | Puiseaux est rattachée à l'arrondissement de Pithiviers par arrêté du 9 vendémiaire an X (30 septembre 1801),. |
| Arrondissement              | Orléans            | 1926-1942 | Administrative               | Sous la Troisième République, en raison d'un endettement considérable et de l'effort nécessaire pour la reconstruction post-Première Guerre mondiale, la France traverse une crise financière. Pour réduire les dépenses de l’État, Raymond Poincaré fait voter plusieurs décrets-lois réformant en profondeur l’administration française : 106 arrondissements sont ainsi supprimés, dont ceux de Gien et de Pithiviers dans le Loiret par décret du 10 septembre 1926. Puiseaux est ainsi transférée de l'arrondissement de Pithiviers à celui d'Orléans,.                                                           |
| Arrondissement              | Pithiviers         | 1942-     | Administrative               | La loi du 1er juin 1942 rétablit l'arrondissement de Pithiviers. Puiseaux est alors à nouveau rattachée à l'arrondissement de Pithiviers. |
| Circonscription législative | 5e circonscription | 2010-     | Électorale                   | Lors du découpage législatif de 1986, le nombre de circonscriptions législatives passe dans le Loiret de 4 à 5. Un nouveau redécoupage intervient en 2010 avec la loi du 23 février 2010. En attribuant un siège de député « par tranche » de 125 000 habitants, le nombre de circonscriptions par département varie désormais de 1 à 21,. Dans le Loiret, le nombre de circonscriptions passe de cinq à six. La réforme n'affecte pas Puiseaux qui reste rattachée à la cinquième circonscription. |

#### Collectivités de rattachement
La commune de Puiseaux est rattachée au département du Loiret et à la région Centre-Val de Loire, à la fois circonscriptions administratives de l'État et collectivités territoriales.

### Politique et administration municipales

#### Conseil municipal et maire
Depuis les élections municipales de 2014, le conseil municipal de Puiseaux, commune de plus de 1 000 habitants, est élu au scrutin proportionnel de liste à deux tours (sans aucune modification possible de la liste), pour un mandat de six ans renouvelable. Il est composé de 23 membres. L'exécutif communal est constitué par le maire, élu par le conseil municipal parmi ses membres, pour un mandat de six ans, c'est-à-dire pour la durée du mandat du conseil.
| Période                                  | Période   | Identité              | Étiquette     | Qualité |
| ---------------------------------------- | --------- | --------------------- | ------------- | --- |
| ?                                        | 1891      | Antoine Dumesnil      |               | Conseiller général du canton de Puiseaux (1833-1891)                                                        |
| ?                                        | ?         | Paul Ciccoli          | RGR puis Rad. | Directeur d'école honoraire Conseiller général du canton de Puiseaux (1945-1965)                            |
| ca. 1964                                 | ?         | Louis Desrousseaux    | SE            | Conseiller général du canton de Puiseaux (1965-1973)                                                        |
| mars 1977                                | juin 1995 | Pierre Frérot         | DVD puis RPR  | Médecin Conseiller général du canton de Puiseaux (1973-2004) Conseiller régional du Centre                  |
| juin 1995                                | mars 2008 | Christian Blumenfeld  | UMP           | Professeur d'EPS retraité, premier adjoint (1977-1995) Conseiller général du canton de Puiseaux (2004-2015) |
| mars 2008                                | mars 2014 | Claude Houzé          |               | |
| mars 2014                                | mai 2020  | Michel Touraine       |               | Retraité des artisans, commerçants et chefs d'entreprise                                                    |
| mai 2020                                 | En cours  | Marie-Claude Herblot, |               | Employée administrative d'entreprise                                                                        |
| Les données manquantes sont à compléter. |           |                       |               | |

### Jumelages
Nieder-Roden (Allemagne)

## Équipements et services

### Environnement

#### Gestion des déchets
Au 31 décembre 2016, la commune est membre du SITOMAP de la région Pithiviers, créé en 1968. Celui-ci assure la collecte et le traitement des ordures ménagères résiduelles, des emballages ménagers recyclables  et des encombrants en porte à porte et du verre en points d’apport volontaire. Un réseau de huit déchèteries, dont une est située sur le territoire communal, accueille les encombrants et autres déchets spécifiques (déchets verts, déchets dangereux, gravats, ferraille, cartons…).
L'élimination et la valorisation énergétique des déchets ménagers et de ceux issus de la collecte sélective sont effectuées dans l'outil de traitement appelé BEGEVAL, installé à Pithiviers et géré par le syndicat de traitement Beauce Gâtinais Valorisation (BGV) qui regroupe le territoire des trois syndicats de collecte : SMETOM, SITOMAP et SIRTOMRA. Cet outil est composé d’un centre de valorisation matière qui trie les emballages issus de la collecte sélective, les journaux-magazines et les cartons de déchèteries, et d’un centre de valorisation énergétique qui incinère les ordures ménagères résiduelles et le tout-venant incinérable des déchèteries ainsi que les refus du centre de tri.
Depuis le 1er janvier 2017, la « gestion des déchets ménagers » ne fait plus partie des compétences de la commune mais est une compétence obligatoire de la communauté de communes du Pithiverais-Gâtinais en application de la loi NOTRe du 7 août 2015.

#### Production et distribution d'eau
Le service public d'eau potable est une compétence obligatoire des communes depuis l’adoption de la loi du 30 décembre 2006 sur l’eau et les milieux aquatiques. Au 31 décembre 2016, la production et la distribution de l'eau potable sur le territoire communal sont assurées par la commune elle-même.
La loi NOTRe du 7 août 2015 prévoit que le transfert des compétences « eau et assainissement » vers les communautés de communes sera obligatoire à compter du 1er janvier 2020. Le transfert d’une compétence entraîne  de  facto la mise à disposition gratuite de plein droit des biens, équipements et services publics utilisés, à la date du transfert, pour l'exercice de ces compétences et la substitution de la communauté dans les droits et obligations des communes,.

#### Assainissement
La compétence assainissement, qui recouvre obligatoirement la collecte, le transport et l’épuration des eaux usées, l’élimination des boues produites, ainsi que le contrôle des raccordements aux réseaux publics de collecte, est assurée  par la commune elle-même.
La commune est raccordée à une station d'épuration située sur le territoire de la commune dans le hameau du Pont, mise en service le 1er octobre 2012 et dont la capacité nominale de traitement est de  890 EH, soit 134 m3/jour. Cet équipement utilise un procédé d'épuration à disque biologique. Son exploitation est assurée en 2017 par VEOLIA EAU - OLIVET,.
L'assainissement non collectif (ANC) désigne les installations individuelles de traitement des eaux domestiques qui ne sont pas desservies par un réseau public de collecte des eaux usées et qui doivent en conséquence traiter elles-mêmes leurs eaux usées avant de les rejeter dans le milieu naturel. Depuis le 1er janvier 2017, la communauté de communes du Pithiverais-Gâtinais, issue de la fusion de la communauté de communes du Beaunois, de la communauté de communes des Terres puiseautines étendue à la commune nouvelle Le Malesherbois, assure le service public d'assainissement non collectif (SPANC). Celui-ci a pour mission de vérifier la bonne exécution des travaux de réalisation et de réhabilitation, ainsi que le bon fonctionnement et l’entretien des installations,.

### Enseignement
Puiseaux est située dans l'académie d'Orléans-Tours et dans la circonscription de Pithiviers. La commune possède une école maternelle, deux écoles primaires (école Bernadette-Després et l'école de la Vallée) et un collège (Victor-Hugo).

## Population et société
La commune constitue à elle seule l'unité urbaine de Puiseaux.

### Démographie
L'évolution du nombre d'habitants est connue à travers les recensements de la population effectués dans la commune depuis 1793. Pour les communes de moins de 10 000 habitants, une enquête de recensement portant sur toute la population est réalisée tous les cinq ans, les populations de référence des années intermédiaires étant quant à elles estimées par interpolation ou extrapolation. Pour la commune, le premier recensement exhaustif entrant dans le cadre du nouveau dispositif a été réalisé en 2007.
En 2022, la commune comptait 3 336 habitants, en évolution de −1,91 % par rapport à 2016 (Loiret : +1,89 %, France hors Mayotte : +2,11 %).
| 1793  | 1800  | 1806  | 1821  | 1831  | 1836  | 1841  | 1846  | 1851  |
| ----- | ----- | ----- | ----- | ----- | ----- | ----- | ----- | ----- |
| 1 770 | 1 926 | 1 948 | 1 915 | 1 970 | 1 878 | 1 876 | 1 873 | 1 984 |

| 1856  | 1861  | 1866  | 1872  | 1876  | 1881  | 1886  | 1891  | 1896  |
| ----- | ----- | ----- | ----- | ----- | ----- | ----- | ----- | ----- |
| 1 961 | 1 959 | 1 883 | 1 844 | 1 886 | 1 932 | 1 941 | 1 981 | 2 057 |

| 1901  | 1906  | 1911  | 1921  | 1926  | 1931  | 1936  | 1946  | 1954  |
| ----- | ----- | ----- | ----- | ----- | ----- | ----- | ----- | ----- |
| 2 046 | 2 124 | 2 111 | 1 925 | 2 091 | 1 986 | 1 887 | 1 964 | 1 802 |

| 1962  | 1968  | 1975  | 1982  | 1990  | 1999  | 2006  | 2007  | 2012  |
| ----- | ----- | ----- | ----- | ----- | ----- | ----- | ----- | ----- |
| 2 014 | 2 097 | 2 357 | 2 607 | 2 915 | 3 045 | 3 246 | 3 272 | 3 334 |

| 2017  | 2022  | - | - | - | - | - | - | - |
| ----- | ----- | - | - | - | - | - | - | - |
| 3 416 | 3 336 | - | - | - | - | - | - | - |

### Manifestations culturelles et festivités
- Chaque année depuis 1986 le dernier dimanche de novembre, se tient à Puiseaux une bourse aux vélos de renommée internationale. Cette manifestation attire sur les 2 700 m2 d'exposition 5 000 à 6 000 visiteurs et 120 exposants. Tout et tous les mondes du vélo sont représentés.
- Cinémobile.

## Économie
L'agriculture a longtemps occupé une place prépondérante, on y produit encore du blé, de l'orge, de la betterave et dans une moindre proportion du maïs, du tournesol et du colza. L'élevage qui était important autrefois, a complètement disparu.

## Culture locale et patrimoine

### Lieux et monuments
- La halle. Une halle fut construite après la charte de Louis VI le Gros vers 1213, pour le marché hebdomadaire et la foire annuelle, elle fut démolie en 1224 sur ordre du roi Louis VIII. À la faveur des grands travaux entrepris par le prieur de Rély, une nouvelle halle fut construite place du Martroi, après que Louis XI eut accordé l'existence du marché et de la foire. Cette halle comportait cinq travées portées par quatre alignements de piliers de pierres. La première travée fut démolie vers 1860, pour permettre l'élargissement de la route. Pour garder la symétrie, la travée est fut également abattue. Au sud, la halle était accolée à trois maisons qui débordaient sur la rue de Paris, la commune acheta ces trois maisons et les fit abattre. On construisit un nouveau pignon, avec trois portails et surmonté d'un clocheton.
- Le monument des déportés est situé entre l'église et la mairie, il est dû au sculpteur René Iché, lui-même résistant, qui le conçut gratuitement en 1949.
- L'église Notre-Dame de Puiseaux, construite au XIIIe siècle, possède un clocher tors en vrille, très régulier, qui s'élève à 65 mètres de haut, tordu d'un huitième de tour. La flèche elle-même mesure une trentaine de mètres. On a longtemps cru qu'il s'agissait d'une œuvre d'un maître charpentier, une étude récente montre qu'il serait dû à un mauvais séchage du bois formant le poinçon central. À l'origine, le clocher était surmonté d'une tour carrée avec une toiture pyramidale ; sur un plan datant de 1497 on voit que l'église possède un clocher carré surmonté d'un toit à quatre pans. On pense qu'au début du XVIe siècle, lors des grands travaux réalisés sous l'influence du prieur Rély, il fut surélevé d'un étage octogonal avec une flèche de même forme. Une gravure datant de 1612 montre l'église avec son clocher parfaitement droit. On sait qu'en 1794 un incendie ravagea le clocher. Il fut réparé, mais le bois du poinçon central n'était sans doute pas assez sec, ce qui provoqua la torsion de l'ensemble. Un tableau de Paul Balze datant de 1850 montre l'église avec son clocher tors. Quand on visite le clocher on s'aperçoit que le poinçon est tordu, que les tenons baillent dans les mortaises et que des chevilles ont été rompues[95]. La torsion de la flèche est donc bien accidentelle, pourtant elle est d'une régularité parfaite.
- Le portail central porte quelques éléments sculptés, à gauche, un vigneron taille sa vigne avec sa serpette ; à droite, un vigneron récolte le raisin ; au centre du tympan, la Vierge allaite l'enfant Jésus, elle n'a qu'un seul sein. À l'intérieur, les murs sont encore recouverts de peintures datant du XIXe siècle.

Lieux et monuments de Puiseaux.
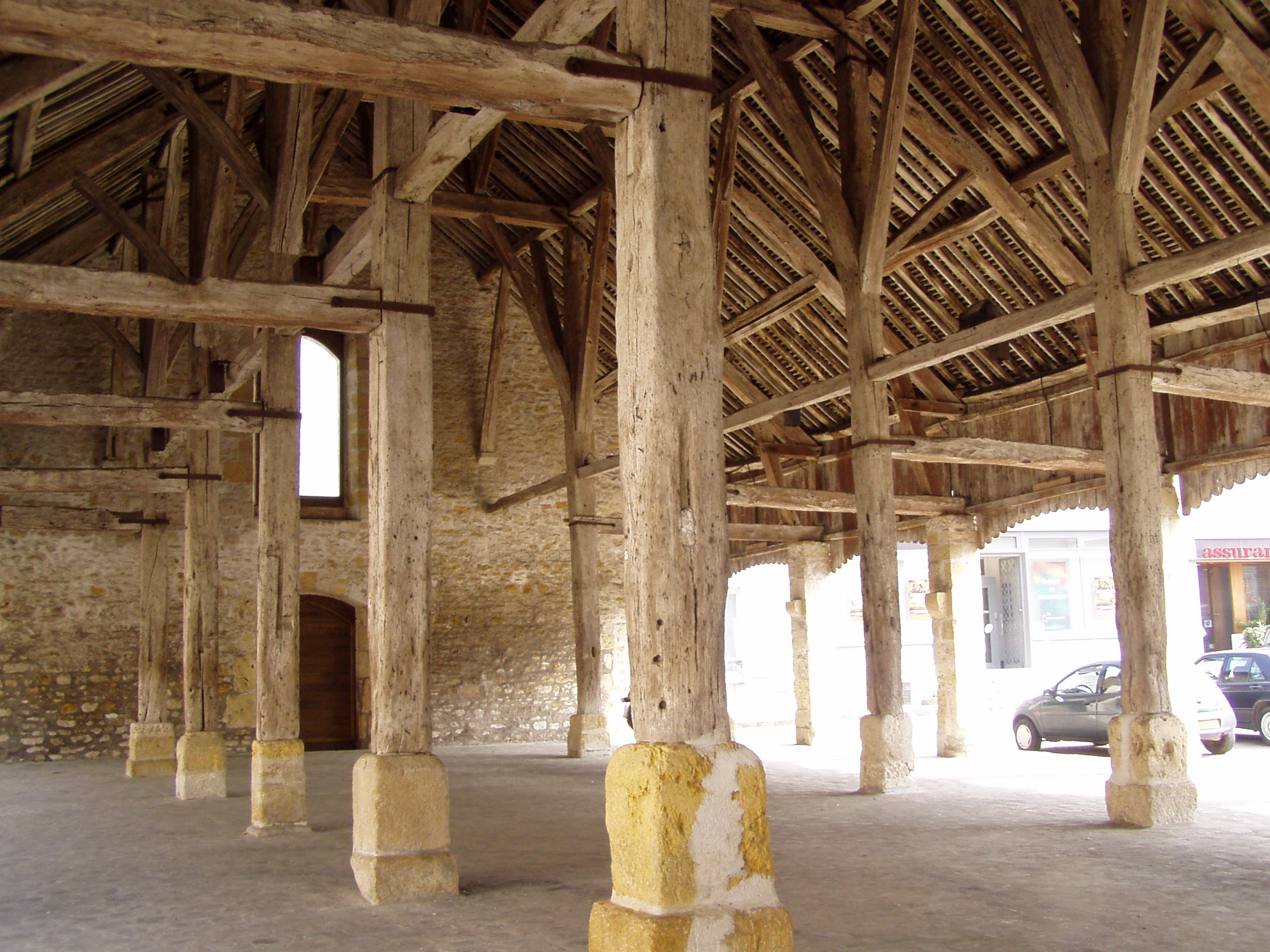
Intérieur de la halle.
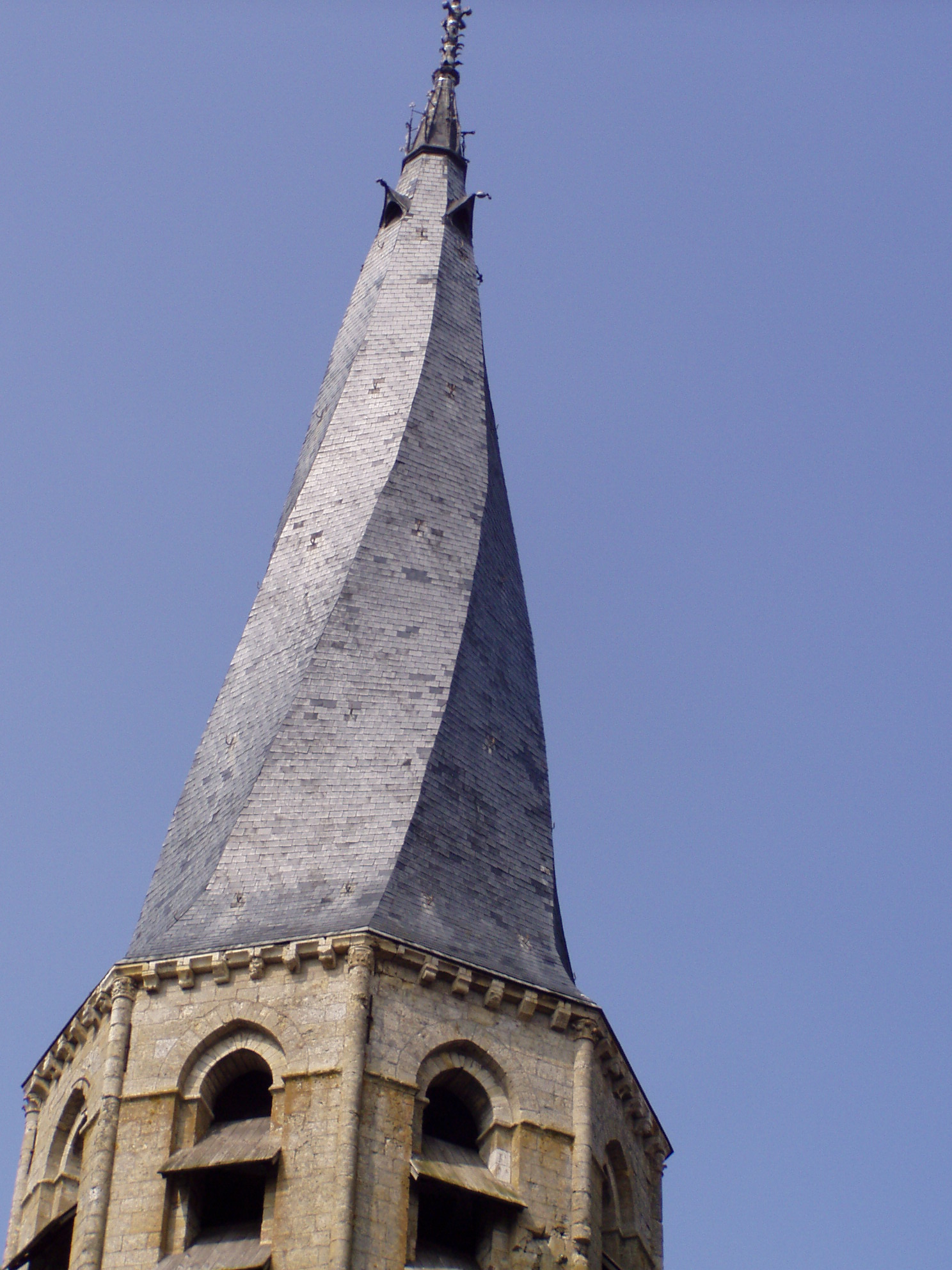
Clocher tors de l'église.

### Personnalités liées à la commune
- Jacques-Paul Migne (1800-1875), y fut le curé de la paroisse catholique en 1824
- Jules Blanchard (1832-1916), sculpteur français, est né à Puiseaux ;
- Marcel Réja (1873 - 1857), psychiatre, écrivain et critique d'art français est né à Puiseaux ;
- Alfred Jean Garnier (1848-1921), peintre français, est né à Puiseaux ;
- René Jaudon (1889-1966), lithographe français, est décédé dans la commune ;
- Pierre Bordry (1939-2024), homme politique français.
- Marion Cotillard, actrice française née en 1975, a vécu une partie de son enfance dans le canton de Puiseaux.

### Héraldique
| Blason de Puiseaux | Les armes de Puiseaux se blasonnent ainsi : D'azur à un rais d'escarboucle fleurdelysé d'or, gemmé de gueules. |

### Divers
Le village a été le lieu de tournage d'un clip de Zazie, l'Essenciel.